# Parafia Niepokalanego Poczęcia Najświętszej Maryi Panny w Zielenicach
Parafia Niepokalanego Poczęcia Najświętszej Maryi Panny w Zielenicach – parafia rzymskokatolicka znajdująca się w diecezji kieleckiej, w dekanacie słomnickim.
Obecny kościół parafialny, sanktuarium maryjne, został wzniesiony w II poł. XVII wieku. W głównym ołtarzu znajduje się obraz Matki Bożej Zielenickiej.

## Proboszczowie
Źródło:
- ks. Jan Książek (1936–1963)
- ks. Witold Sobierajski (1963–1973)
- ks. Władysław Jakubek (1973–1979)
- ks. Józef Józefiak FDP (1979–1990)
- ks. Tadeusz Kwiatek FDP (1990–1992)
- ks. Stanisław Drajczyk FDP (1992–2007)
- ks. Krzysztof Kozioł (2007–2024)
- ks. Adam Kaczmarczyk (od 2025, 2024-2025 administrator)